# Alfons Lütke-Westhues
Alfons Lütke-Westhues (Telgte, 17 maggio 1930 – Warendorf, 8 marzo 2004) è stato un cavaliere tedesco, specializzato in salto ostacoli, vincitore di una medaglie d'oro ai Giochi olimpici di Melbourne 1956, cavalcando Ala. È fratello di August Lütke-Westhues, cavaliere vincitore di medaglie olimpiche.

## Palmarès
| Anno | Manifestazione  | Sede      | Evento                   | Risultato | Prestazione | Note |
| ---- | --------------- | --------- | ------------------------ | --------- | ----------- | ---- |
| 1956 | Giochi olimpici | Melbourne | Salto ostacoli a squadre | Oro       | 40,00 p.    |      |